# Maurice Dupire
Pour les articles homonymes, voir Dupire.
Maurice Luc Joseph  Dupire [Dupire-Carissimo après son mariage], né à Roubaix le 17 octobre 1881 et mort le 22 aout 1958 dans la même ville, est un architecte roubaisien.

## Biographie
Maurice Dupire est le fils d'Auguste Dupire-Deschamps architecte à Roubaix.
Il s'installe comme architecte à Roubaix après la Première Guerre mondiale. Il travaille avec son frère René Dupire.
René et Maurice Dupire sont très impliqués dans la construction de Bailleul, quasiment détruite durant la guerre. Avec Jacques Barbotin, Élie Dervaux, Paul Destombes, ils sont très actifs dans le développement du nouveau Roubaix en style Art déco dans le quartier des Hauts-champs durant les années 1930.

## Principales réalisations
- 1929 Hôtel de ville de Bailleul avec Louis-Marie Cordonnier, Louis Roussel, Jacques Barbotin et son frère[3].
- 1934 Musée Benoît-De-Puydt de Bailleul[4]
- 1935 Église paroissiale Sainte-Bernadette, son presbytère et une école avec son frère  détruite en 1990 [5],[6]